# Achim (Weser)
Pour les articles homonymes, voir Achim.
Achim est une ville allemande de Basse-Saxe.

## Géographie
Achim s'est édifiée dans une dépression de la Moyenne-Weser, en lisière du geest d’Achim-Verden. Ses environs sont parsemés de tourbières naturelles.

### Quartiers
Achim, Baden, Badenermoor, Bierden, Borstel, Uesen, Uphusen.

## Histoire
| Appartenances historiques Principauté archiépiscopale de Brême 1180-1648 Brême-et-Verden 1648-1807 Royaume de Westphalie 1807-1811 Empire français (Bouches-du-Weser) 1811-1814 Brême-et-Verden 1814-1823 Royaume de Hanovre 1823-1866 Royaume de Prusse (Province de Hanovre) 1866-1918 République de Weimar 1918-1933 Reich allemand 1933-1945 Allemagne occupée 1945-1949 Allemagne 1949-présent |

## Personnalités liées à la ville
- Diedrich Westermann (1875-1956), linguiste né et mort à Baden.
- Karl Ravens (1927-2017), homme politique né à Achim.